# Японський замок
Японський за́мок (яп. 城) — укріплена будівля, в основному з каменя і деревини, часто оточена ровом і муром. У ранні періоди історії основним матеріалом для будівництва замків було дерево. Так само як і європейські, японські замки служили для оборони стратегічно важливих територій, а також для демонстрації влади великих військових феодалів. Значення замків дуже зросло в «період воюючих провінцій» (Період Сенґоку, 1467–1568).

Символ замку на японських картах

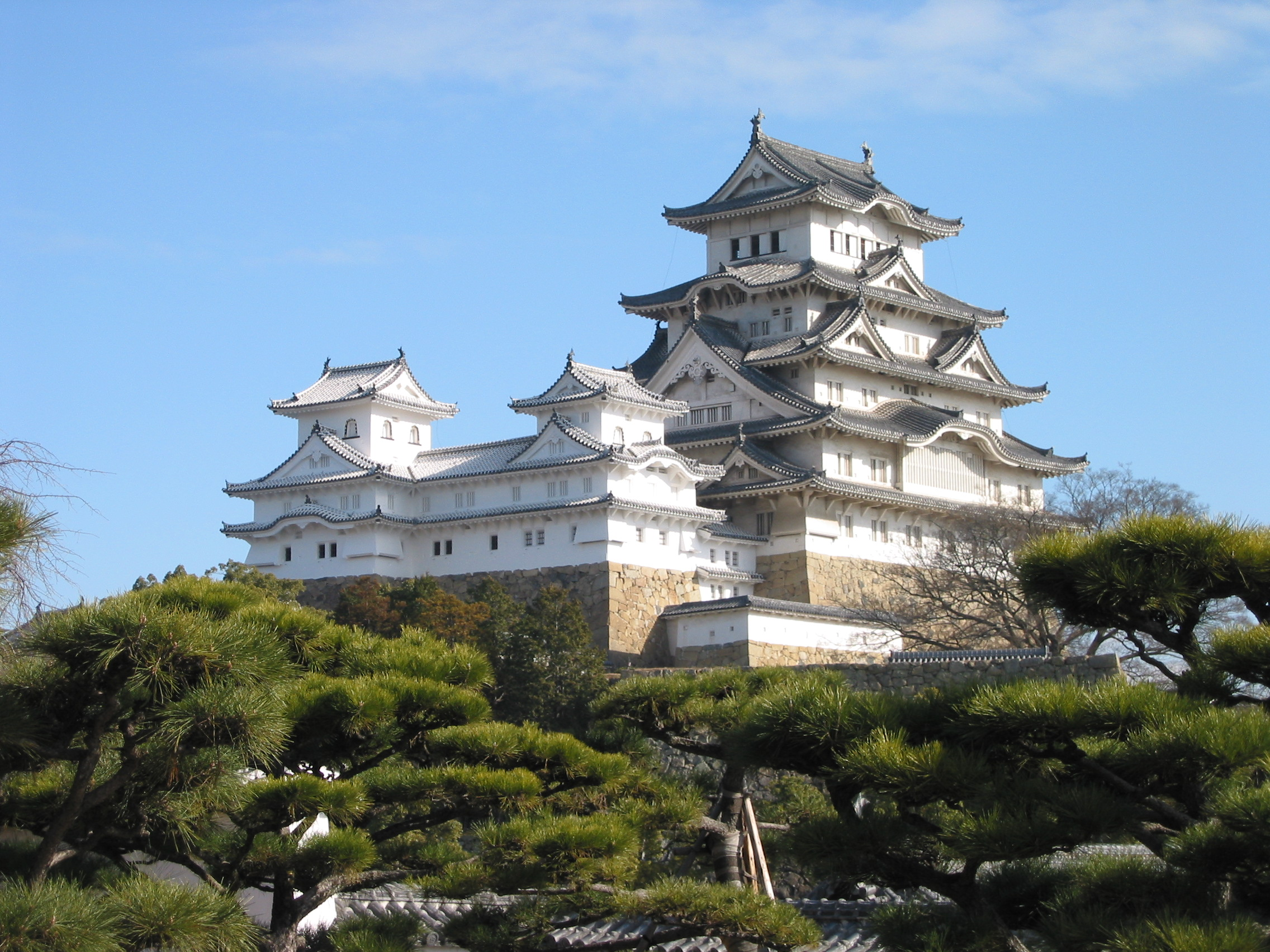
Замок Хімедзі («Замок Білої Чаплі») — один з найпопулярніших серед туристів замків в Японії

До наших днів збереглося близько 50 замків, деякі з них, наприклад замок Мацуе і замок Коті, побудовані в 1611 році, збереглися в первісному стані, інші, наприклад, замок Хіросіма, зруйнований під час бомбардування Японії у Другій світовій війні, і деякі інші замки були відбудовані заново і зараз є музеями. Головні будівлі лише дванадцяти замків повністю «вціліли» до наших днів.
Ієрогліф 城 зазвичай читається сіро, але в поєднанні з назвою замку вимовляється дзьо (наприклад, 広 島 城 — Хіросіма-дзьо — Замок Хіросіма). На діалекті Окінави цей ієрогліф читається гусуку. Таку назву носять середньовічні фортифікаційні споруди на островах Рюкю. Приблизно до IX століття символ 城 читався як кі, наприклад у назві замку Мідзукі.

## Історія
Перші оборонні споруди в Японії відомі починаючи з періоду Яйой. У той час вони були дуже простої будови, оточені валом або ровом з водою. Спочатку замки використовувалися як фортеці для оборони ключових позицій, на перетині торгових шляхів, доріг і річок. Відомі побудовані в середині VII століття для захисту від можливих нападів Китаю та Кореї на острові Кюсю замки Оно і Мідзукі.

### Середньовіччя
У період Хейан (794–1185) для захисту територій під час зіткнень між ворожими самурайськими кланами замки продовжували виконувати оборонну функцію. Матеріалом для побудови як і раніше було в основному дерево, проте будівлі планувалися як більш довговічні. Як прототип замку часто використовувалися китайські та корейські замки. Навколо замків будувалися додаткові будівлі, самі замки розширювалися, щоб вмістити велику армію.
Починаючи з періоду Муроматі (1333–1568) при будівництві замків почали широко використовувати камінь. Одним з перших кам'яних замків став замок Накагусуку, побудований в 1450 році в Окінаві. Конструкція замків з часом розвивалася та ускладнювалася. Такі споруди, як, наприклад замки Тіхая і Акасака, складалися з безлічі будівель, оточених стіною, окремої високої вежі при цьому не виділялося.
До періоду Сенгоку характерним було будівництво гірських замків (яп. 山城, ямадзіро).

### Сенгоку Дзідай (1467—1568)
З кінця XV століття під час «періоду воюючих провінцій» вся країна близько 150 років була втягнута в безперервні міжусобні війни. Японія складалася з окремих ворожих самурайських держав. У цей період були побудовані сотні замків, що служили спочатку укриттям для даймьо при нападі ворогів, а потім трансформувалися в постійні резиденції з багатим інтер'єром. У замків з'явилася представницька функція — демонстрація сили власника замку.

### Період Адзуті-Момояма (1568—1600)

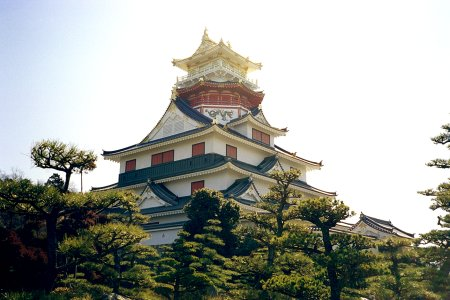
Замок Адзуті (1576–1582)

На період Адзуті-Момояма припадає розквіт замкової архітектури в Японії. У цей період замки споруджувалися на рівнинах або невеликих височинах і ставали адміністративними та економічними центрами, навколо замків виростали міста.
Одним з перших таких замків став замок Адзуті, побудований в період з 1576 по 1579 роки за наказом даймьо Ода Нобунаґа. Головна башта замку складалася з семи поверхів. На жаль, замок проіснував недовго і в 1582 році був зруйнований.
Міста, що виростали навколо замків, називалися дзьокаматі («призамкове місто»), на початок XVII століття це був найпоширеніший тип міста в Японії. Саме так утворилися такі міста як Нагоя, Одавара тощо.
Також у цей період були побудовані знамениті замки Мацуока, Інуяма, Хіконе, Хімедзі та інші.
За́мки Адзуті та Момояма (1594) дали назву цьому періоду. Обидва замки стали одними з перших зразків абсолютно нового типу японських замків — набагато більших і розкішніших, а також стали прототипами для замків, споруджуваних пізніше.
Поширення вогнепальної зброї значно вплинуло на тактику ведення військових дій, одним з найголовніших змін стала битва на відстані, що призвело до необхідності посилення оборони будівель. Кам'яна основа і стіни краще захищали замок від пошкоджень, великі споруди було складніше атакувати. Високі центральні вежі, що служили командними центрами, збільшували огляд території, складна система внутрішніх приміщень забезпечувала додаткові можливості захисникам замку.

### Період Едо (1603—1868)
Періоду тривалих війн прийшла на зміну 250-річна епоха миру, країна була об'єднана під владою сьоґунату Едо. Збережені замки залишалися резиденціями даймьо і укриттями при повстаннях селян.
За законами сьогунату Токугави з 1615 року в одній провінції повинно було бути не більше одного замку. Таке обмеження вводилося з метою зменшення сепаратистських прагнень місцевих магнатів. А починаючи з 1620 року було повністю заборонено будівництво нових замків.

### Сучасні замки
Під час періоду Мейдзі багато замків (близько двох третин зі 170 існуючих тоді замків) були зруйновані як пережитки феодального минулого (наприклад Замок в Осаці). Також велика кількість замків була зруйнована під час Другої світової війни. До сьогодення збереглося всього лише дванадцять оригінальних замків, побудованих починаючи з XVI століття. Багато зруйнованих замків були відновлені заново відразу з бетону. Найчастіше замки що збереглися використовуються як історичні музеї.
Резиденція імператора Японії розташовується на місці колишнього замку Едо.

## Види замків

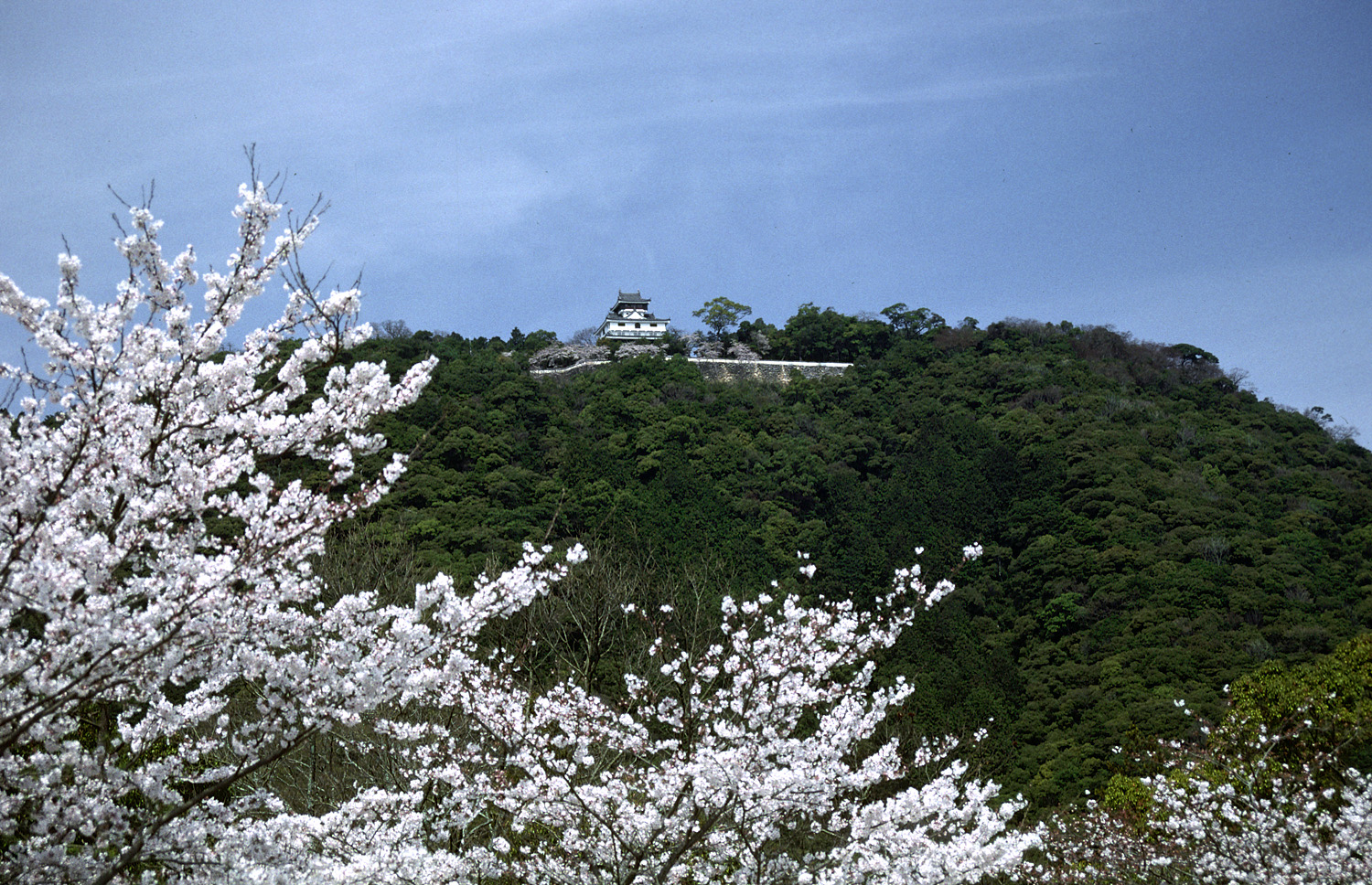
Замок Івакуні — типовий гірський замок

### Гірські замки
До періоду Сенґоку в основному зводилися гірські замки (яп. 山城, ямадзіро або сандзьо). Розташовувалися вони на окремо розташованих важкодоступних вершинах гір і використовувалися тільки під час війни для укриття через їх непристосованість як зручного житла в мирний час.
До плюсів такого виду замків можна віднести хороший огляд навколишньої території. Атакувати такий замок було складніше — додатковою перешкодою служили природні схили гір. Гірські замки були порівняно невеликими, не були обладнані системою захисних споруд, які були характерні для двох пізніших видів замків, а також були менше схильні до руйнувань при землетрусах. Серйозний недолік гірських замків — неможливість витримати довгу облогу супротивника.

### Рівнинно-гірські замки
Рівнинно-гірські замки (яп. 平山城, хіраяма-дзіро) також мають назву замки на плоскогір'ї. Будувалися на пагорбах чи височини посеред рівнини з достатнім оглядом місцевості. Як височина могла використовуватися і штучно насипана платформа. Для збільшення огляду стали будувати високі центральні вежі. Рівнинно-гірські замки були набагато зручнішими у використанні та місткіші, ніж гірські, хоча і були менш захищеними.

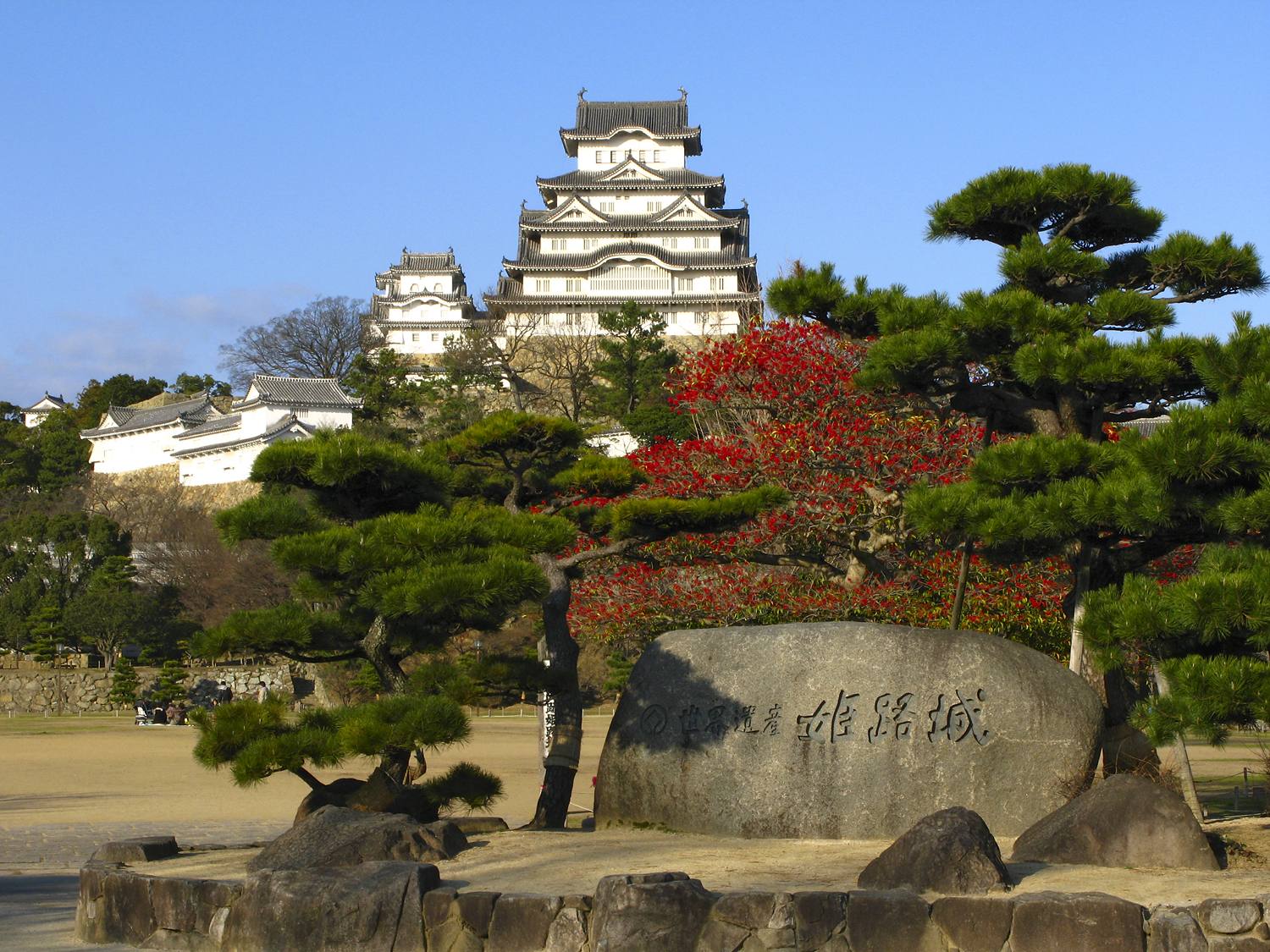
Приклад рівнинно-гірського замку — Замок Хімедзі

Замки такого типу набули поширення в період Сенґоку.

### Рівнинні замки
Рівнинні замки (яп. 平城, хірадзіро) були найбільш зручними для житла, власникові замку було простіше контролювати свою територію, тому навколо рівнинних замків стали будуватися міста, розвивалося транспортне сполучення з іншими частинами країни.
Для рівнинних замків обов'язково використовувалися додаткові заходи зі зміцнення будівлі від можливих нападів ворогів. Навколо замку і допоміжних будов зводилися мури, додаткові укріплення і рови, такі замки могли витримувати тривалу облогу супротивника. Однак, для рівнинних замків були небезпечними повені.

## Архітектурні особливості

### Стіни та укріплення

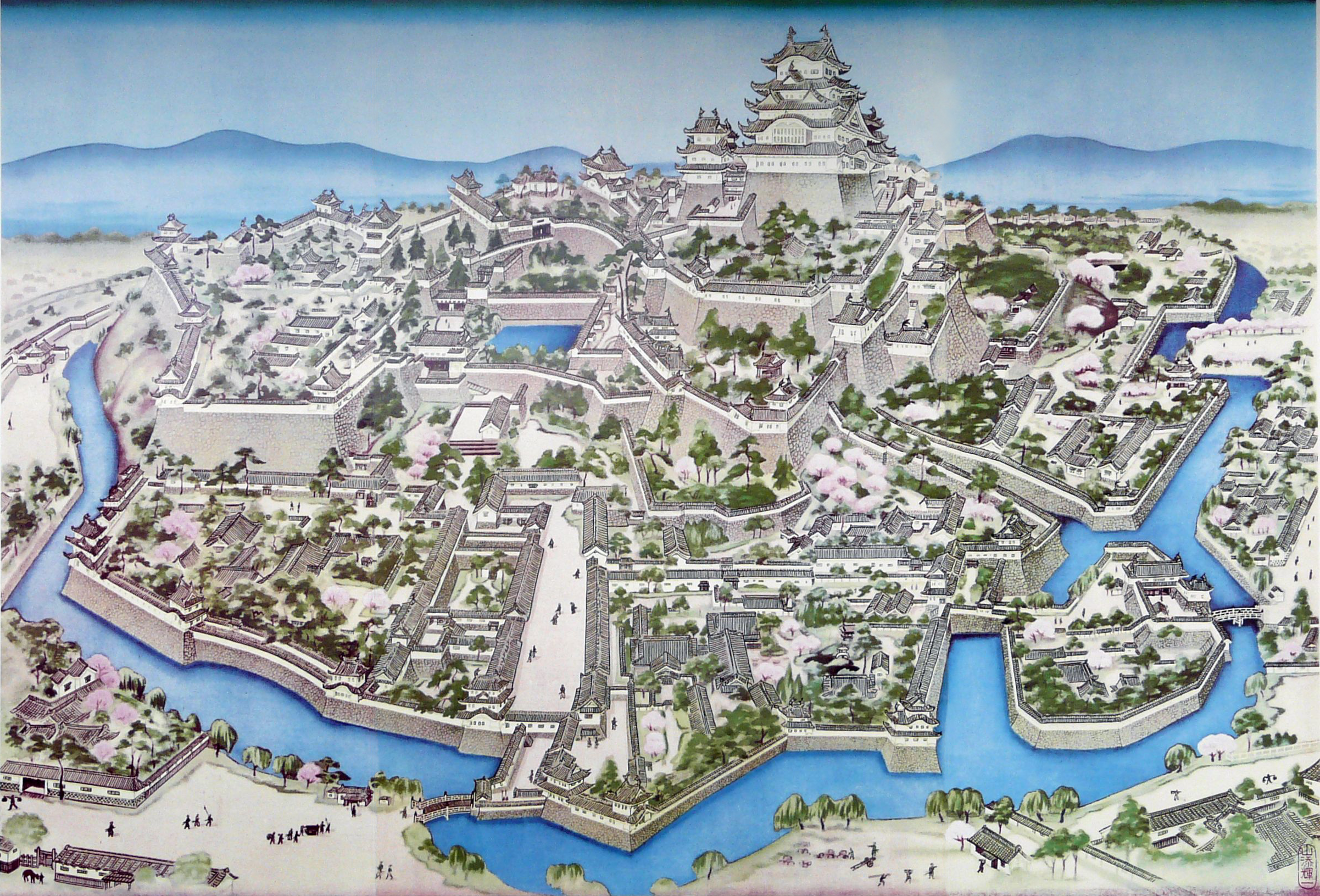
Схема укріпленнь замку Хімедзі

Спільною рисою всіх японських замків є їх будівництво з урахуванням топографії місцевості, для головної вежі характерним було розташування в найвищому місці обраної для будівництва території, по периметру територія замку обносилася кількома рядами мурів.
Територію замку, оточену мурами та ровом, називають курува (яп. 廓, огорожа).
Починаючи з XVII століття були поширені три види планування замків, для виду досінен (dôshinén) була характерна наявність трьох концентричних кілець укріплень замку:
- хонмару (яп. 本丸) — територія навколо головної вежі,
- ніномару (яп. 二の丸),
- санномару (яп. 三の丸).

### Головна вежа
Головна башта замку — тенсю (яп. 天守). Відповідає європейському донжону. У воєнний час головна башта служила пунктом спостереження за територією, командним центром і останнім рубежем оборони замку. У ній також розміщувалися склади для продовольства і запаси озброєння. У мирний час вежа символізувала високе положення і владу власника замку.
Тенсю почали будувати починаючи з епохи Сенґоку. З другої половини XIX століття також мають назву тенсюкаку (яп. 天守閣).
Найчастіше тенсю будували на найвищому місці обраної для замку території. Матеріалом для будівництва вежі слугувало дерево, вежа зазвичай складалася з декількох ярусів, поступово зменшуються догори в розмірах. Зовні вежу покривали товстим шаром штукатурки нурігоме, яка слугувала захистом від пожеж.

## Вцілілі оригінальні замки
Оскільки основним матеріалом в більшості випадків є дерево, і через велику кількість військовий протистоянь більшість оригінальних історичних будівель замків не вціліли. Зокрема велику кількість замків було знищено внаслідок бомбардувань під час Другої світової війни. Більшість замків, які можна побачити та відвідати зараз в Японії являють собою реконструкції оригінальних замків. Лише дванадцять замків з головними фортецями вважаються «вцілілими» (японською «генсон»), хоча багато інших замків мають значну кількість інших історичних замкових споруд, що збереглися до наших днів:
1. Замок Біттю Мацуяма
2. Замок Інуяма
3. Замок Коті
4. Замок Маруґаме
5. Замок Маруока
6. Замок Мацуе
7. Замок Мацумото
8. Замок Мацуяма (Ійо)
9. Замок Увадзіма
10. Замок Хіконе
11. Замок Хімедзі
12. Замок Хіросакі